# Igboland

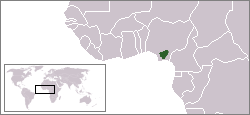
De locatie van Igboland

Igboland is een streek van het Afrikaanse land Nigeria die bewoond wordt door de Igbo. De regio ligt in het zuidoosten van Nigeria en behoort sinds het einde van de Biafraoorlog weer bij dat land. Tijdens de oorlog was het grondgebied van de staat Biafra.